# Annalisa Cucinotta
Annalisa Cucinotta (Latisana, 3 april 1986) is een Italiaans voormalig weg- en baanwielrenster. Ze werd meerdere keren Italiaans kampioen op de baan en als juniore ook wereld- en Europees kampioene. Ze reed achtereenvolgens voor de ploegen S.C. Michela Fanini Rox, Top Girls Fassa Bortolo, Kleo Ladies, Servetto Footon, Alé Cipollini en in 2017 voor het Belgische Lensworld-Kuota. Toen deze ploeg eind 2017 ophield te bestaan, beëindigde Cucinotta haar carrière.

## Palmares

### Baan
| Jaar | IK                                                                                     | EK | WK | Overig          |
| ---- | -------------------------------------------------------------------------------------- | -- | -- | --------------- |
| 2005 | 500m · Keirin, Puntenkoers                                                             |    |    | Sydney: Scratch |
| 2006 | Keirin, Sprint · 500m                                                                  |    |    | Moskou: Scratch |
| 2007 | Keirin, Scratch · 500m                                                                 |    |    |                 |
| 2008 | Keirin, Ploegenachtervolging                                                           |    |    | Cali: Scratch   |
| 2012 | 500m, Keirin, Sprint · Ploegsprint                                                     |    |    |                 |
| 2013 | 500m, Sprint, Scratch · Ploegsprint, Omnium                                            |    |    |                 |
| 2014 | Ploegsprint · 500m, Keirin, Sprint, Scratch, Omium · Ploegenachtervolging, Puntenkoers |    |    |                 |

#### Jeugd
Als juniore
 Wereldkampioene: 2004 (Scratch)
 Europees kampioene: 2004 (Scratch)
 Italiaans kampioene: 2004 (500m, Sprint, Puntenkoers)

### Wegwielrennen

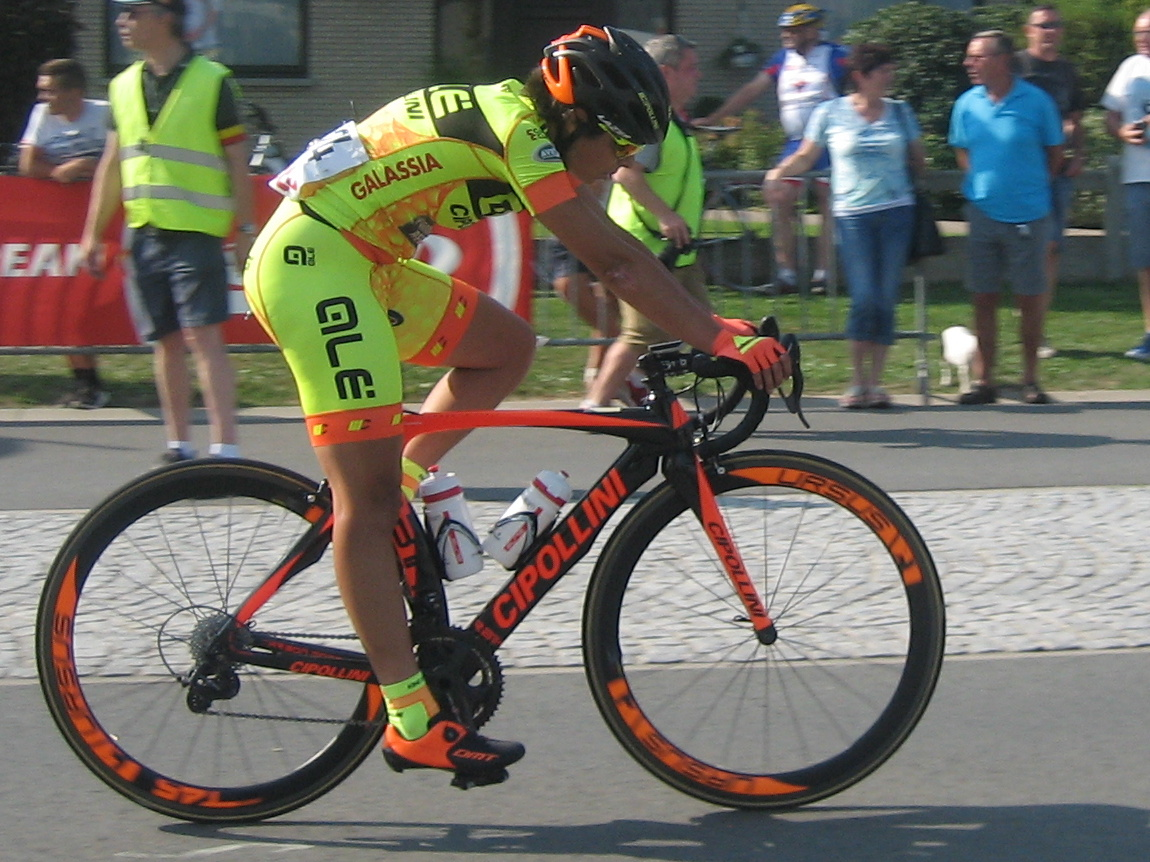
Cucinotta in de Belgium Tour 2016.

2006
1e en 2e etappe Ronde van Polen
2008
Classica Città di Pado
2015
1e etappe Ronde van Qatar
4e etappe Giro Rosa
Algisi · Bartelloni · Berlato · Cauz · Confalonieri · Cucinotta · Faure · Fernandes · Fidanza · Frapporti · Jasińska · Muccioli · Olds · Oliveira · Rossato · Tagliaferro
Alzini · Bastianelli · Cauz · Cucinotta · Fahlin · Jasińska · Muccioli · Rossato · Santesteban · Skerritt · Tagliaferro · Trevisi